# モイセエフ・ニキータ
モイセエフ・ニキータ（Moiseev Nikita、2006年11月29日 - ）は、愛知県刈谷市生まれ、同県知多郡阿久比町出身のプロ野球選手（外野手）。左投左打。東京ヤクルトスワローズ所属。

## 経歴

### プロ入り前
愛知県刈谷市にて、ロシア人の両親の間に生まれる。小学1年生の時に野球を始め、父の影響で空手も並行して取り組んでいたが、小学4年生から野球に専念した。
豊川高等学校に進学し、1年春からベンチ入り。3年春の第96回選抜高等学校野球大会に出場し、阿南光高校との初戦で吉岡暖から大会第1号となる2点本塁打を放ったが、試合は敗れた。同年夏は愛知大会5回戦で大成高校にコールド負けを喫した。高校通算18本塁打。
2024年10月24日に開催されたドラフト会議にて、東京ヤクルトスワローズから2位指名を受けた。担当スカウトは余田雄飛。11月12日に豊橋市内のホテルで入団交渉に臨み、契約金6000万円、年俸650万円で仮契約を結んだ（金額は推定）。背番号は31。なお、指名前は「モイセエフ・ニキータ」と中黒を挟んだ表記を使用しているメディアもあったが、指名時の名義および登録名は「モイセエフ ニキータ」と日本式の姓名表記となっている。

### ヤクルト時代
2025年7月20日開催のフレッシュオールスターゲームのイースタン・リーグ選抜に選ばれていたが、右有鉤骨体部疲労骨折のため、開催2日前に出場を辞退した。

## 詳細情報

### 背番号
- 31（2025年[3] - ）